# Charbonnier (métier)
Pour les articles homonymes, voir Charbonnier.
Charbonnier est l'appellation pour désigner une personne dont le métier consiste à transformer le bois en charbon de bois dans une charbonnière, et à le vendre.
De manière similaire, dans les fours à poix, le goudron de pin était préparé.
Le terme est également employé pour désigner un commerçant qui revend du charbon.
Au XXIe siècle, ce métier est très peu pratiqué en France et seules quelques rares personnes produisent du charbon à l'aide de cette méthode.

## Métier

### Le processus de fabrication
La construction d'une charbonnière peut être séparée en plusieurs étapes :
- La récolte du bois

Le charbonnier utilise du chêne, du hêtre, du châtaignier et du charme. 6 kg de bois de chêne donnent environ 1kg de charbon. Il doit choisir de jeunes arbres, en faisant attention toutefois à ce qu'ils ne soient pas trop verts, ni trop humides. Les arbres sont coupés à la hache ou à la tronçonneuse, puis débités en planches de deux ou trois pieds de long à l'aide d'une petite hache ou d'une serpe, qui devront bien s'agencer dans le fourneau, autour de la cheminée.
- L'édification de la charbonnière

La charbonnière doit se trouver sur un terrain plat, à l'abri du vent. Le charbonnier creuse parfois une fosse dans le sol, au milieu de laquelle il enfonce de longs pieux disposés en cercles. C'est autour de cette "cheminée" que les bûches de bois seront arrangées en forme de cercle concentrique, bûches qui donneront le charbon.
Une fois cette meule terminée, on recouvre le tout de mousses, de feuilles, de mottes d'herbes ou de paille, et enfin de terre afin de rendre la meule hermétique. Pour finir, elle est recouverte de terre, parfois noire, car déjà brûlée à plusieurs reprises lorsque la charbonnière est édifiée sur le même site. La charbonnière est terminée, seuls la cheminée et les trous d'aération restent découverts.
- L'allumage et l'entretien de la charbonnière

Le charbonnier introduit alors des branches enflammées par la cheminée, ainsi que des braises réalisées à partir de "mouches" (bois mal brûlés des dernières charbonnières). Le feu se propage à tout le bois et l'humidité contenue dans les bûches forme de grosses gouttes sur la carapace de terre, en se retirant peu à peu de l’intérieur du bois. La charbonnière brûle son bois durant deux à six jours, selon l'importance de la meule. Il réalise des trous dans la charbonnière pour donner au feu de l'oxygène et pour pouvoir contrôler la "cuisson" du charbon : lorsque la fumée qui s'échappe par les trous devient bleue, c'est que le bois est cuit. Pendant toute cette durée, le charbonnier doit rester vigilant ; il rajoute de la terre si le feu se propage, ou à l'inverse, élargit les ouvertures si la cuisson est trop lente ; si le vent souffle trop, - ce qui a pour effet de rabattre l'épaisse fumée noire - il construit des claies de branchages, aussi appelés baragne, autour du fourneau. Au fil du temps, la fumée s'amenuise et blanchit. Le charbonnier bouche tous les évents et recouvre la charbonnière de terre humide. Il attend encore deux jours ; la cuisson est terminée. La meule ne sera ouverte qu'un peu plus tard, une fois que le charbon aura refroidi.
- La récolte du charbon

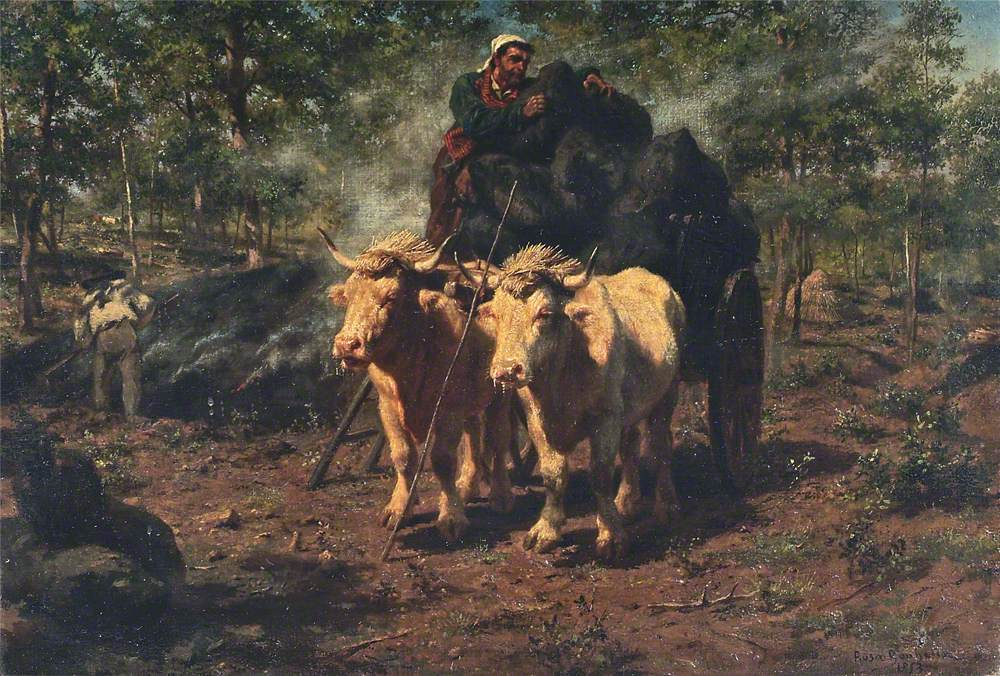
Le Charbonnier
Rosa Bonheur, 1853
Aberdeen Art Gallery

Le charbon est retiré petit à petit à l'aide d'une fourche. Pour chaque portion, le charbonnier découvre le charbon, le tire le plus rapidement possible hors de la meule et recouvre ce qui n'a pas encore été extrait pour éviter que le charbon ne s'enflamme de nouveau. Le charbonnier, lorsqu'il reconstruit sa meule au même endroit, prend parfois le temps de tamiser la terre qu'il a utilisée sur la charbonnière pour pouvoir la réutiliser les années suivantes. Une fois le charbon extrait, il est parfois arrosé pour éteindre toutes les braises et stocké dans des sacs, prêt à être vendu.

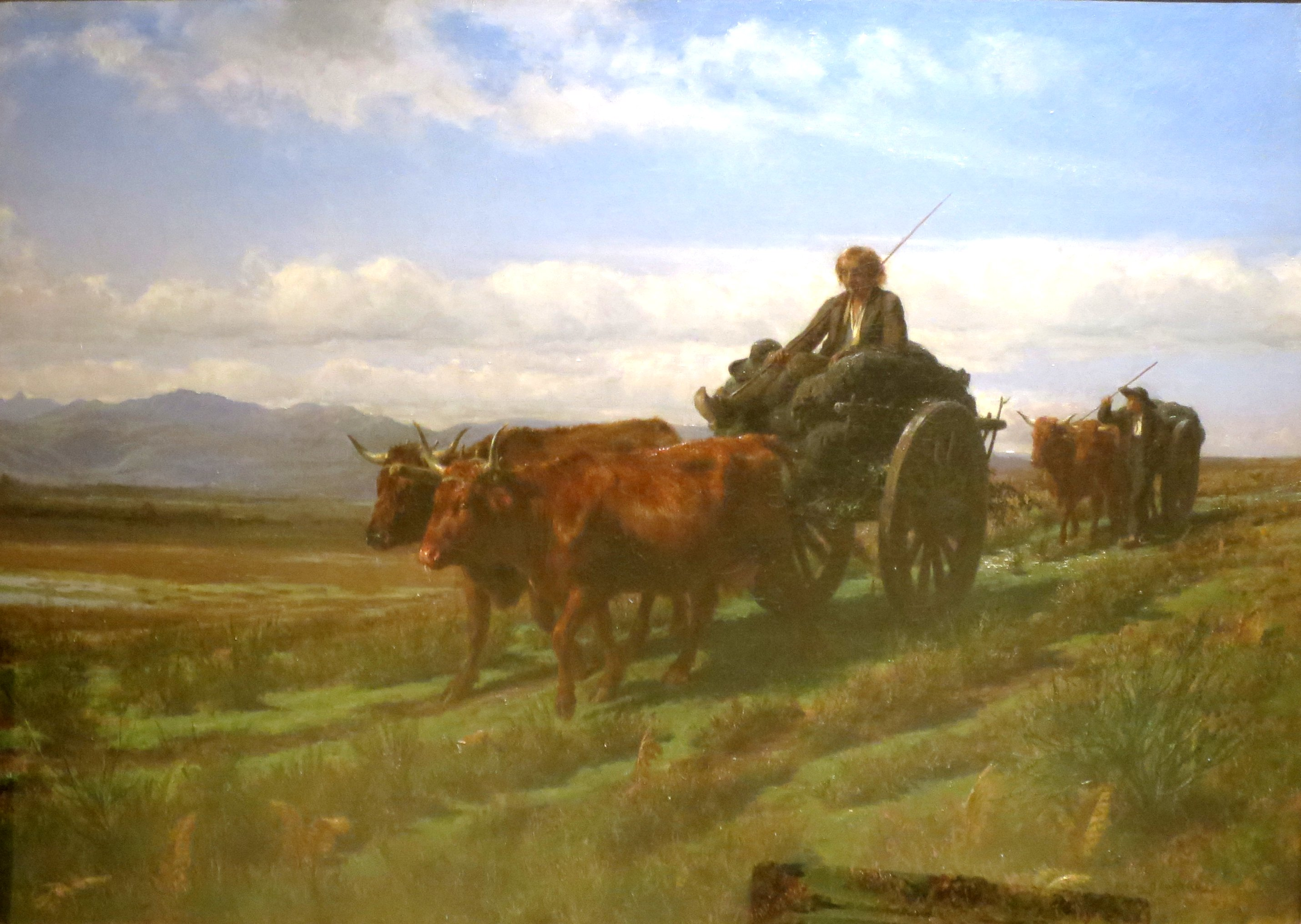
Le Transport du charbon
Rosa Bonheur, 1851
Columbus Museum of Art

## Charbonniers célèbres
- Jules Durand
- Alexandre de Comane
- Nikolas Bélanger
- les Carbonari
- Bernard Maurel : une vaste enquête ethnologique a été mené par le musée ethnologique de Salagon sur ce charbonnier des Alpes-de-Haute-Provence (04)[4]

## L'intérêt de la communauté scientifique pour ce métier
Le métier de charbonnier a suscité un certain intérêt auprès de la communauté scientifique, qui a réalisé différentes études.

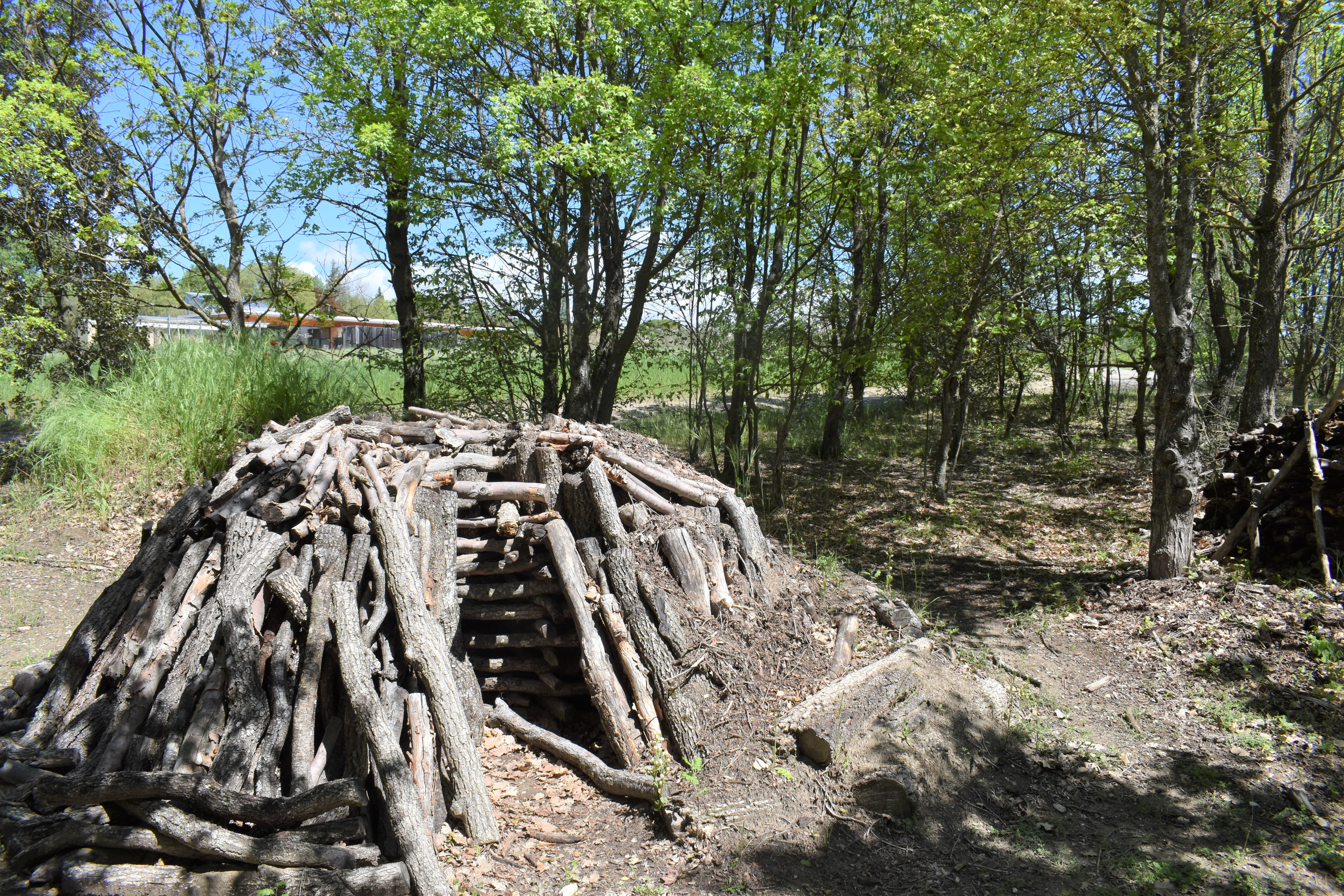
Reconstitution d'une charbonnière au musée de Salagon (04)

Parmi elles, on retrouve celle menée par Danielle Musset, ethnologue, et Pierre Rey, pour le musée de Salagon situé à Mane dans Les Alpes-de-haute-Provence dans les années 1990. Au cours de cette enquête, ils ont tous les deux suivi un charbonnier dans son travail, et ont réalisé des vidéos ainsi que des enregistrements audio. Cette enquête a également mené à la réalisation d'enregistrements audio de témoignage d'anciens charbonniers sur leur mode de vie, sur leurs pratiques et sur leurs origines. Un numéro de la revue de l'association Alpes de Lumière écrit par ces deux enquêteurs a notamment été consacré aux charbonniers. Une exposition a également eu lieu au musée ethnologique de Salagon dans les années 1996-1997.
Entre 2020 et 2021, en partenariat avec la phonothèque de la Maison Méditerranéenne des Sciences de l'Homme, le fonds audiovisuel constitué des vidéos réalisées par cette enquête a été traité, valorisé et analysé au regard de sa conservation en tant que Patrimoine Culturel Immatériel, et notamment au travers des enjeux de conservation des supports à bande magnétique (VHS, U-matic…).

## Voir aussi

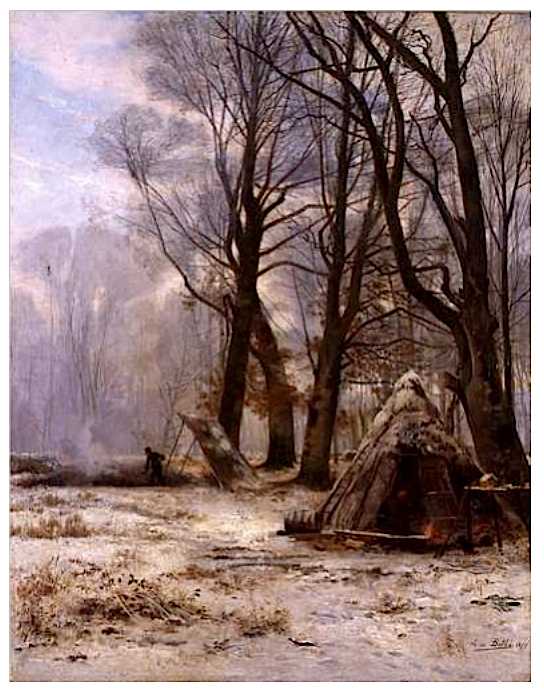
Léon Le Goaesbe de Bellée : En forêt, le givre (huile sur toile, 1879, musée des beaux-arts de Vannes) [ce tableau représente notamment une hutte de charbonniers]
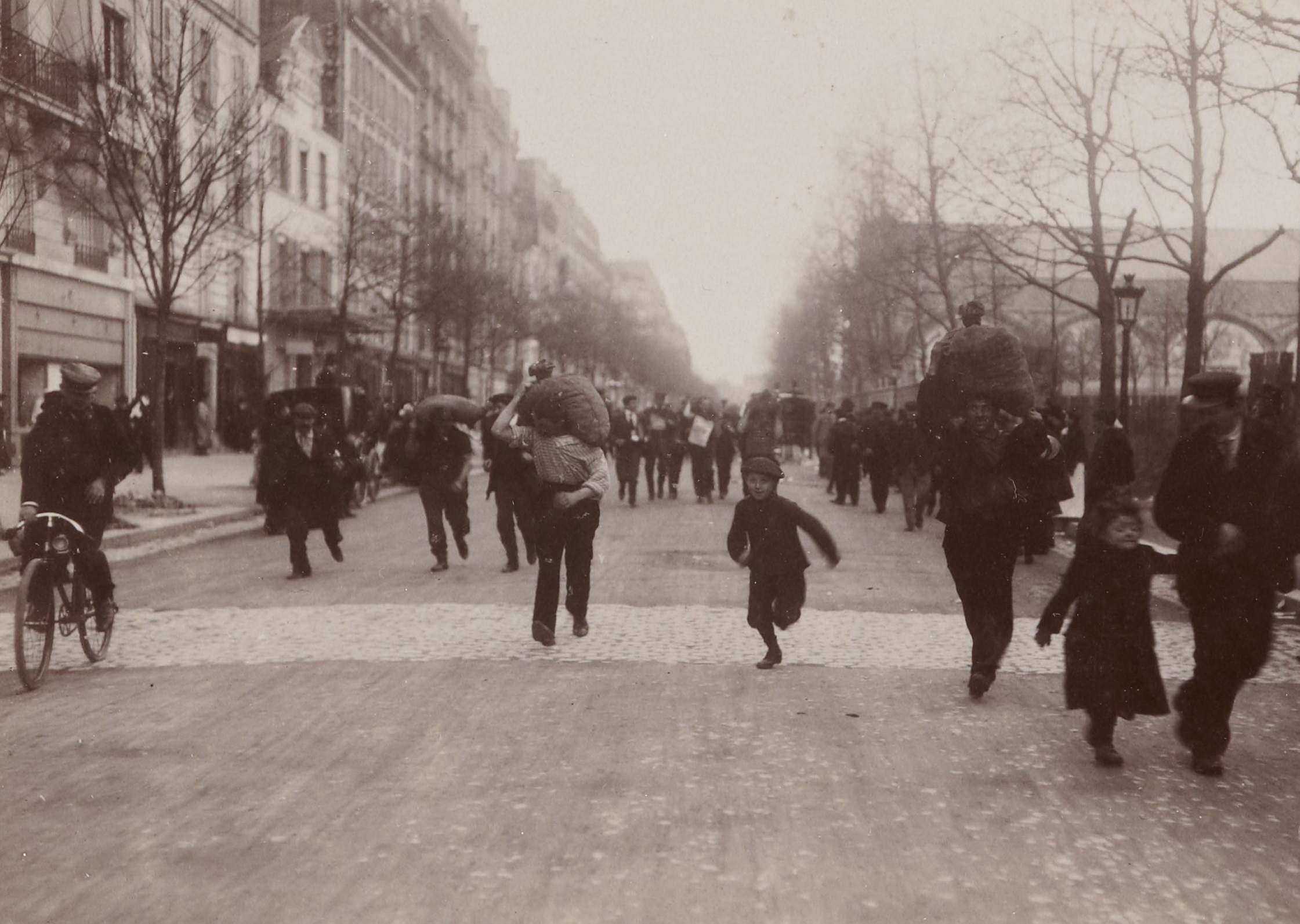
La course des charbonniers de Paris (une marche rapide, février 1904).
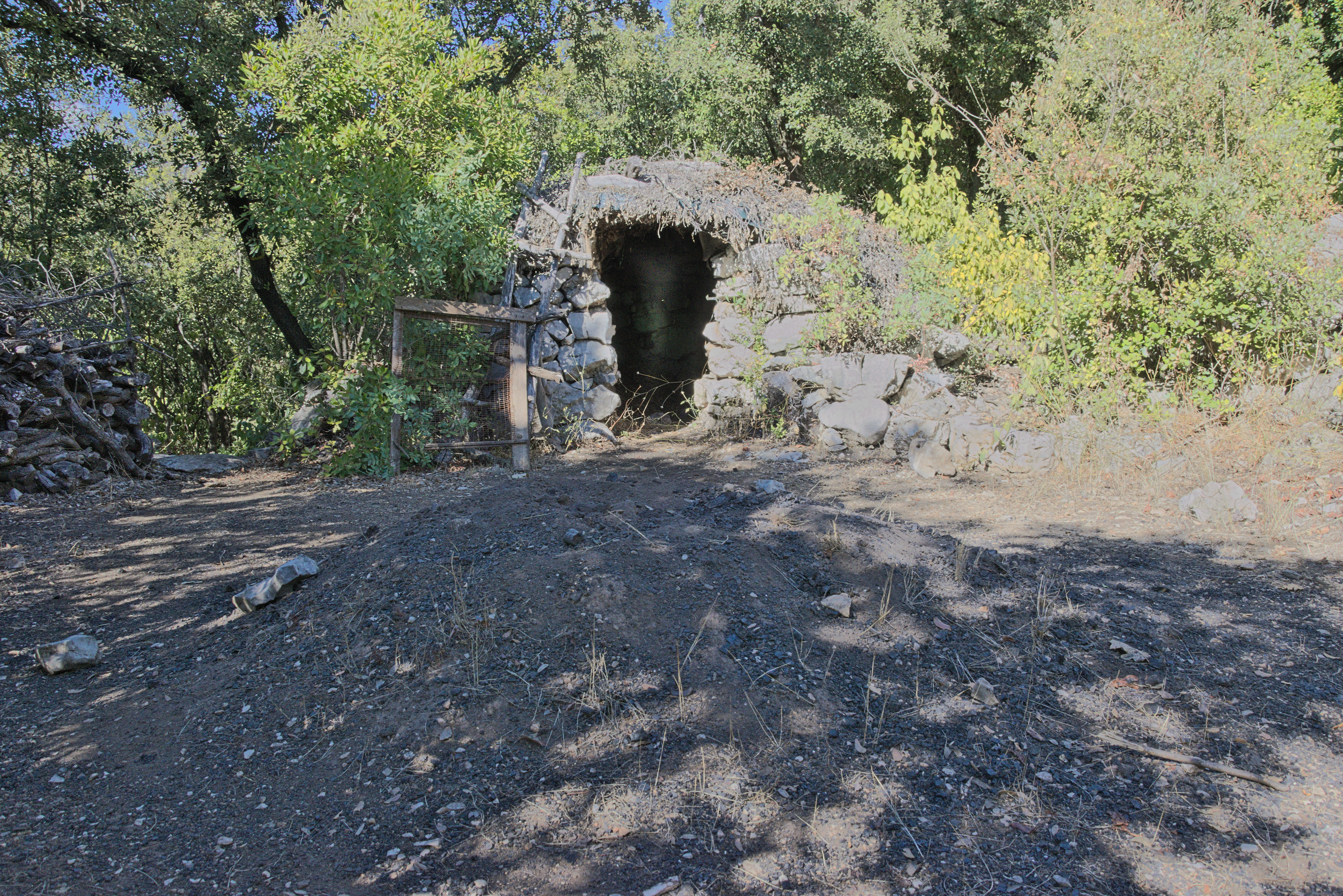
Une charbonnière restaurée dans le Sud de la France